# Englebelmer
Englebelmer település Franciaországban, Somme megyében. Lakosainak száma 292 fő (2022. január 1.). Englebelmer Bouzincourt, Auchonvillers, Hédauville, Mailly-Maillet, Mesnil-Martinsart és Senlis-le-Sec községekkel határos.

## Népesség
A település népességének változása:
| Lakosok száma | 300  | 304  | 303  | 299  | 305  | 305  | 311  | 301  | 292  |
|               | 2013 | 2015 | 2016 | 2017 | 2018 | 2019 | 2020 | 2021 | 2022 |